# Lamberto Gardelli
Lamberto Gardelli (Venecia, 8 de noviembre de 1915 - Múnich, 17 de julio de 1998) fue un director de orquesta italiano, nacionalizado sueco.
Gardelli fue considerado un especialista en las obras de Giuseppe Verdi. Hizo varias grabaciones de sus óperas, entre ellas, Alzira, Attila, Stifellio, I Masnadieri, Ernani, Oberto, Rigoletto, La Forza del Destino y Un Giorno di Regno, así como de la ópera de Giordano Fedora (con Magda Olivero). Fue mentor de varias sopranos, incluyendo a Lucía Aliberti y la diva húngara Sylvia Sass, con quien grabó la ópera de Cherubini Medea.

## Vida y carrera
Nacido en Venecia, Gardelli estudió con Amilcare Zanella y Adriano Ariani en el Liceo Musicale Rossini en Pesaro, y más adelante en la Accademia Nazionale di Santa Cecilia en Roma. Comenzó su carrera como pianista (apareciendo en público a la edad de ocho años) en Italia. Además tomó clases de composición con Goffredo Petrassi, también trabajando con Pietro Mascagni durante este período.
Gardelli comenzó sus actuaciones como pianista acompañante de cantantes como Gigli y Schipa y más tarde pasó ocho años como asistente de Tulio Serafin en la Ópera de Roma, Hizo su debut como director en la Ópera de Roma con La traviata en 1944. Profesionalmente, siguió teniendo una carrera importante en Europa, además de hacer grabaciones de muchas óperas descuidadas en las programaciones habituales de los teatros.
Gardelli fue director invitado permanente con la Royal Swedish Orchestra de 1946 a 1955 y director de la Ópera de Estocolmo desde 1947, trabajando con cantantes excepcionales como Jussi Björling y Birgit Nilsson. También dirigió en el Teatro Drottningholm, y finalmente adoptó la nacionalidad sueca y se convirtió en director de la Corte. 
Posteriormente fue director de la Orquesta Sinfónica de la Radio Danesa de 1955-1961, luego director musical en la Ópera Estatal de Hungría desde 1961 hasta 1966 y continuó apareciendo en Budapest hasta los años 90, colaborando estrechamente con la Orquesta Filarmónica de Budapest y realizando una serie de registros discográficos para el sello Hungaroton. Participó en el Glyndebourne Festival de 1964 (con Macbeth, que fue filmada), el Royal Opera House de Londres (durante el período 1969-1982), el Metropolitan Opera de Nueva York (debut 1966) y Deutsche Oper de Berlin. 
En 1968, Gardelli es nombrado director principal de la Ópera de Berna hasta que en 1982 sucede a Heinz Wallberg como director principal la Orquesta de la Radio de Munich, hasta 1985 en que retorna a Copenhague donde sustituye al gran Herbert Blomstedt en la dirección de la Orquesta Sinfónica Nacional Danesa y participa en la expansión de la formación y en la construcción de su nueva sala de conciertos. 
En sus últimos años, Gardelli volvió a colaborar estrechamente en la Ópera Estatal de Hungría. En esos años en Budapest destacó por sus actuaciones de las sinfonías de Bruckner y de Mahler, en las que según el crítico Alan Blyth "mostró un firme dominio de la estructura de las obra y usó el matiz expresivo con discernimiento, evitando cualquier indicio de exceso".
Fue nombrado oficial de la Orden de las Artes y las Letras en 1995 por el Ministère de la Culture (Francia).
Compuso cinco óperas, de las cuales sólo se interpretó L'impresario delle Americhe de 1959 (TV húngara, 1982), mientras que un Réquiem posromántico fue bien recibido en las interpretaciones en Budapest.
Gardelli murió en Munich, Alemania, a la edad de 82 años.

## Estilo y grabaciones
Gardelli fue considerado un especialista en las obras de Verdi y realizó varias grabaciones de las óperas de este compositor en las décadas de los 60 y 70, realizando grabaciones pioneras de las primeras óperas olvidadas con compañías discográficas como Philips y Orfeo. Estas incluyen Alzira, Attila, Stiffelio, I masnadieri, Ernani, Oberto, Un giorno di regno, Il corsaro, así como obras más conocidas como Nabucco, Macbeth, La traviata, La forza del destino.
Aunque no se limitó a Verdi, grabó la primera versión francesa completa de Guillaume Tell de Rossini y Fedora de Giordano con la raramente grabada Magda Olivero. Hizo grabaciones en estudio de cuatro óperas de Ottorino Respighi con Hungaroton. También fue mentor de varias sopranos conocidas, como Lucia Aliberti y Sylvia Sass. Sus grabaciones no operísticas incluyen obras orquestales de Georges Bizet, H.D. Koppel, Felix Mendelssohn, I. Pizzetti y O. Respighi.
Como buen discípulo de Serafin, en la línea de Toscanini, mostraba siempre un gran respeto a la partitura. Destacaba por un magnífico control del sentido rítmico y por un fraseo melódico muy acertado, salpicado de rubatos donde el discurso musical lo requiere, lo que ayudaba enormemente a los cantantes para conseguir la expresividad necesaria. No fue considerado una estrella de la dirección, como su gran coetáneo Carlo Maria Giulini, pero era considerado un director seguro y muy disciplinado que potenció las carreras de muchas figuras líricas gracias a sus grandes conocimientos del arte vocal. Sus grabaciones reflejan su estilo elegante pero quizás algo convencional.
Algunas de sus grabaciones completas de ópera incluyen:
- Luigi Cherubini - Medea - Gwyneth Jones, Bruno Prevedi, Fiorenza Cossotto, Justino Díaz - Coro y Orquesta de la Academia de Santa Cecilia - DECCA
- G. Verdi - Attila - Ruggero Raimondi, Sherrill Milnes, Cristina Deutekom, Carlo Bergonzi - Cantantes Ambrosianos y Orquesta Filarmónica Real - PHILIPS
- G. Verdi - Nabucco - Tito Gobbi, Elena Souliotis, Dora Carral, Bruno Prevedi, Carlo Cava - Coro y Orquesta de la Ópera Estatal de Viena - DECCA
- G. Verdi - Macbeth - Dietrich Fischer-Dieskau, Elena Souliotis, Luciano Pavarotti, Nicolai Ghiaurov - Coro de la Ópera Ambrosiana, Orquesta Filarmónica de Londres - DECCA
- G. Verdi - La traviata - Mirella Freni, Franco Bonisolli, Sesto Bruscantini - Coro y Orquesta de la Ópera Estatal de Berlín - ACCORD
- G. Verdi - La forza del destino - Martina Arroyo, Carlo Bergonzi, Piero Cappuccilla, Bianca Maria Casoni, Ruggero Raimondi, Geraint Evans - Coro de la Ópera Ambrosiana, Orquesta Filarmónica Real - EMI
- Amilcare Ponchielli - La Gioconda - Renata Tebaldi, Carlo Bergonzi, Robert Merrill, Marilyn Horne, Nicola Ghiuselev, Oralia Domínguez - Coro e Orquesta de la Academia de Santa Cecilia - DECCA
- G. Puccini - Il tabarro - Renata Tebaldi, Mario del Mónaco, Robert Merrill - Coro y Orquesta del Maggio Musicale Fiorentino - DECCA
- G. Puccini - Suor Angelica - Renata Tebaldi, Giulietta Simionato - Coro y Orquesta del Maggio Musicale Fiorentino - DECCA; Ilona Tokody, Eszter Póka - Ópera Estatal de Hungría - Hungaroton
- G. Puccini - Gianni Schicchi - Fernando Corena, Renata Tebaldi, Agostino Lazzari - Orquesta del Maggio Musicale Fiorentino - DECCA
- G. Rossini - Guillaume Tell - Gabriel Bacquier, Nicolai Gedda, Montserrat Caballé - Orquesta Filarmónica Real - EMI

## Filmografía
- Eldfågeln (1952) - película de Hasse Ekman protagonizada por Tito Gobbi (Gardelli aparece como un acompañante y director).[3]